# Thạnh Lộc, Vĩnh Thạnh (Cần Thơ)
Thạnh Lộc là một xã thuộc huyện Vĩnh Thạnh, thành phố Cần Thơ, Việt Nam.
Xã Thạnh Lộc có diện tích 35,93 km², dân số năm 1999 là 15.148 người, mật độ dân số đạt 422 người/km².